# Uzj
Uzj (ukrainsk: Уж, tr. Uzj; slovakisk: Uh) er en flod, der udspringer i Østkarpaterne i Ukraine nær grænsen til Polen og efter omkring 100 km forløb i Ukraine, krydser grænsen til Slovakiet nær grænsebyen Uzjhorod. Floden er 127 km lang og er biflod til Laborec, der er en del af Donaus flodsystem.